# William Renshaw
Pour les articles homonymes, voir Renshaw.
 (juillet 2025).
Si vous disposez d'ouvrages ou d'articles de référence ou si vous connaissez des sites web de qualité traitant du thème abordé ici, merci de compléter l'article en donnant les références utiles à sa vérifiabilité et en les liant à la section « Notes et références ».
William Charles Renshaw né le 3 janvier 1861 à Royal Leamington Spa (Warwickshire) - mort le 12 août 1904 à Swanage (Dorset) est un joueur de tennis anglais.

## Biographie
Avec Ernest, son frère jumeau, William joue en double et gagne. Mais il brille aussi en simple. Il invente en 1881 un nouveau coup : le "smash", qui sera ensuite utilisé par de grands joueurs de tennis. Sans eux, Wimbledon ne serait jamais devenu l'un des plus grands tournois.

## Palmarès (partiel)

### Titres en simple
|   | Date | Nom et lieu du tournoi       | Cat.      | ($) | Surf.        | Finaliste       | Score                   |
| - | ---- | ---------------------------- | --------- | --- | ------------ | --------------- | ----------------------- |
| 1 | 1881 | The Championships, Wimbledon | G. Chelem |     | Herbe (ext.) | John Hartley    | 6-0, 6-2, 6-1           |
| 2 | 1882 | The Championships, Wimbledon | G. Chelem |     | Herbe (ext.) | Ernest Renshaw  | 6-1, 2-6, 4-6, 6-2, 6-2 |
| 3 | 1883 | The Championships, Wimbledon | G. Chelem |     | Herbe (ext.) | Ernest Renshaw  | 2-6, 6-3, 6-3, 4-6, 6-3 |
| 4 | 1884 | The Championships, Wimbledon | G. Chelem |     | Herbe (ext.) | Herbert Lawford | 6-0, 6-4, 9-7           |
| 5 | 1885 | The Championships, Wimbledon | G. Chelem |     | Herbe (ext.) | Herbert Lawford | 7-5, 6-2, 4-6, 7-5      |
| 6 | 1886 | The Championships, Wimbledon | G. Chelem |     | Herbe (ext.) | Herbert Lawford | 6-0, 5-7, 6-3, 6-4      |
| 7 | 1889 | The Championships, Wimbledon | G. Chelem |     | Herbe (ext.) | Ernest Renshaw  | 6-4, 6-1, 3-6, 6-0      |

### Finales perdues en simple
|   | Date | Nom et lieu du tournoi       | Cat.      | ($) | Surf.        | Vainqueur           | Score                   |
| 1 | 1890 | The Championships, Wimbledon | G. Chelem |     | Herbe (ext.) | Willoughby Hamilton | 6-8, 6-2, 3-6, 6-1, 6-1 |

### Titres en double
|   | Date | Nom et lieu du tournoi       | Cat.      | ($) | Surf.        | Partenaire     | Finalistes                             | Score                   |
| - | ---- | ---------------------------- | --------- | --- | ------------ | -------------- | -------------------------------------- | ----------------------- |
| 1 | 1884 | The Championships, Wimbledon | G. Chelem |     | Herbe (ext.) | Ernest Renshaw | Ernest Lewis Edward Williams           | 6-3, 6-1, 1-6, 6-4      |
| 2 | 1885 | The Championships, Wimbledon | G. Chelem |     | Herbe (ext.) | Ernest Renshaw | Claude Farrer Arthur Stanley           | 6-3, 6-3, 10-8          |
| 3 | 1886 | The Championships, Wimbledon | G. Chelem |     | Herbe (ext.) | Ernest Renshaw | Claude Farrer Arthur Stanley           | 6-3, 6-3, 4-6, 7-5      |
| 4 | 1888 | The Championships, Wimbledon | G. Chelem |     | Herbe (ext.) | Ernest Renshaw | Patrick Bowes-Lyon Herbert Wilberforce | 2-6, 1-6, 6-3, 6-4, 6-3 |
| 5 | 1889 | The Championships, Wimbledon | G. Chelem |     | Herbe (ext.) | Ernest Renshaw | George Hillyard Ernest Lewis           | 6-4, 6-4, 3-6, 0-6, 6-1 |

### Finales en double
aucune

### Titres en double mixte
aucun

### Finales en double mixte
aucune